# 成皋郡
成皋郡（せいこう-ぐん）は、中国にかつて存在した郡。
534年（天平元年）、東魏により北豫州の下部に設置された。下部に成皋県・鞏県を管轄し、郡治は成皋県に設置された。556年（天保7年）、北斉は成皋郡を滎州に移管するとともに、滎陽郡を廃止し成皋郡に移管、郡治は滎陽県に遷された。隋朝が成立すると583年（開皇3年）に廃止され、管轄県は鄭州の直轄とされた。

## 管轄県の変遷
| 成皋県 |              |        |        |
| 鞏県   | 成皋県に編入 | -      | -      |
| -      | -            | 滎陽県 | 滎陽県 |
| -      | -            | 密県   | 密県   |